# The Texas Chainsaw Massacre 2
The Texas Chainsaw Massacre 2 és una pel·lícula estatunidenca dirigida per Tobe Hooper, estrenada el 1986.

## Argument
La família caníbal continua les seves macabres proeses en una petita base subterrània a Texas.
The Texas Chainsaw Massacre 2 (1986) és la continuació de la pel·lícula de 1974. Més comediant que a l'original, Tobe Hooper deia a The Shocking Truth  que volia estendre’s sobre la comèdia negra de la pel·lícula original, un element en què, segons ell, hom no s'hi havia fixat verdaderament.

## Repartiment
- Dennis Hopper: Tinent 'Lefty' Enright
- Caroline Williams: Vantia 'Stretch' Brock
- Jim Siedow: Cook
- Bill Moseley: Chop Top
- Bill Johnson: Leatherface (Bubba)
- Ken Evert: Avi
- Harlan Jordan: l'agent de polícia
- Kirk Sisco: el detectiu
- James N. Harrell: CutRite Manager
- Lou Perry: L.G. McPeters
- Barry Kinyon: Buzz, el conductor del Mercedes
- Chris Douridas: Rick
- Judy Kelly: Gourmet Yuppette
- John Martin Ivey: Yuppie
- Kinky Friedman: el comentarista d'esports

## Al voltant de la pel·lícula
- El rodatge s'ha desenvolupat a Austin i Prairie Dell, a Texas.
- Els maquillatges són obra de Tom Savini.

## Banda original
- Goo Goo Muck: The Cramps
- Crazy Crazy Mama: Roky Erickson
- No One Lives Forever: Oingo Boingo
- White Night: Torch Song
- Shame on You: Timbuk 3
- Life is Hard: Timbuk 3
- Haunted Head: Concrete Blonde
- Over The Shoulder: Concrete Blonde
- Good To Be Bad: Lords of the New Church
- Strange Things Happen: Stewart Copeland

## Premis
- Premi a la millor actriu per Caroline Williams, al Festival internacional de cinema de Catalunya 1986.